# Gottwald (Familienname)
Gottwald ist ein deutscher Familienname.

## Namensträger
- Adolf Gottwald (1872–1931), deutscher Lehrer und Politiker (Zentrum), MdL Preußen
- Alfred Gottwald (1893–1971), deutscher Kirchenmaler
- August Gottwald (1877–1957), österreichischer Rechtsanwalt und Politiker
- Christoph Gottwald (Mediziner) (1636–1700), deutscher Mediziner und Naturforscher
- Christoph Gottwald (Autor) (* 1954), deutscher Roman- und Drehbuchautor
- Clemens Gottwald (* 1995), deutscher Jazzmusiker
- Clytus Gottwald (1925–2023), deutscher Komponist, Chorleiter und Musikwissenschaftler
- Felix Gottwald (* 1976), österreichischer Nordischer Kombinierer
- Franz-Theo Gottwald (* 1955), deutscher Theologe, Philosoph und Indologe
- Franziska Gottwald (* 1971), deutsche Sängerin (Mezzosopran)
- Frieder Gottwald (* 1964), deutscher Bassist
- Gabriele Gottwald (* 1955), deutsche Politikerin (Bündnis 90/Die Grünen, Linke)
- George Joseph Gottwald (1914–2002), US-amerikanischer Geistlicher
- Hartwig Gottwald (1917–2005), deutscher Politiker (CDU), MdL Hessen
- Heinrich Gottwald (1821–1876), deutsch-polnischer Musikkritiker, Musiker, Dirigent und Komponist
- Herbert Gottwald (1937–2009), deutscher Historiker
- Herwig Gottwald (* 1957), österreichischer Germanist
- Ilse Gottwald (* 1936), deutsche Malerin und Grafikerin
- Johann Christoph Gottwald (Johannes Christoph Gottwald; 1670–1713), deutscher Arzt und Naturforscher
- Joseph Gottwald (1754–1833), deutscher Komponist und Organist
- Klement Gottwald (1896–1953), tschechoslowakischer Politiker
- Lukasz Gottwald (* 1973), US-amerikanischer Musikproduzent und Songwriter, siehe Dr. Luke
- Max Gottwald (* 2000), deutscher Fußballspieler
- Maximilian Gottwald (* 1986), deutscher Basketballspieler
- Michael Gottwald (* um 1960), deutscher Jazzmusiker, siehe Scotty Gottwald
- Michael Gottwald (Filmproduzent) (* um 1983), US-amerikanischer Filmproduzent
- Moritz Gottwald (* 1988), deutscher Schauspieler
- Oliver Gottwald (* 1978), deutscher Sänger, Gitarrist und Songwriter
- Peter Gottwald (Mediziner) (* 1935), deutscher Psychiater und Psychologe
- Peter Gottwald (Jurist) (* 1944), deutscher Jurist
- Peter Gottwald (Diplomat) (* 1948), deutscher Diplomat
- Rainer Gottwald (* 1966), deutscher Box-Manager und Kickboxer
- René Gottwald (* 1973), deutscher Fußballspieler
- Scotty Gottwald (* um 1960), deutscher Jazzmusiker
- Siegfried Gottwald (1943–2015), deutscher Mathematiker, Logiker und Wissenschaftshistoriker
- Ursula Gottwald (* 1970), deutsche Schauspielerin